# Then Came You
Then Came You foi um sitcom de curta existência (apenas dois meses), exibido pela ABC em 2000. O seriado tratava do relacionamente entre um homem mais novo, e uma mulher mais experiente, e era estrelado por Susan Floyd, Thomas Newton e Desmond Askew.

## Elenco
- Susan Floyd como Billie Thornton
- Thomas Newton como Aidan Wheeler
- Desmond Askew como Edward
- Miriam Shor como Cheryl
- Colin Ferguson como Lewis
- Bourke Floyd como Thomas

## Curiosidades
- Esse não foi o 1º projeto que a ABC recebeu com o título de Then Came You. A série dos anos 1980, Webster tinha esse nome até o dia da estréia.